# Arétas IV
Pour les articles homonymes, voir Arétas.
 (décembre 2022).
- Si vous ne connaissez pas le sujet, laissez ce bandeau (vous pouvez alors contacter les auteurs).
- Si vous supprimez le contenu mis en cause (vous pouvez préalablement contacter les auteurs),

argumentez précisément cette suppression dans la page de discussion
(un manque de référence n'est pas un argument ; une recherche réelle de référence doit avoir été effectuée, être formellement documentée).
 (décembre 2022).
Arétas IV ou Harithath IV, de son titre Philopatris (« Ami de son peuple ») (en arabe : الحارث الرابع), fut roi des Nabatéens, ou « roi de Pétra », d'environ 9 av. J.-C. à 40 ap. J.-C.
Arétas IV se débarrasse de Syllaios, puissant ministre de son prédécesseur Obodas III. Comme Arétas IV est monté sur le trône sans avoir sollicité l'accord de Rome, son règne commence par une période incertaine où, selon Maurice Sartre, son territoire a peut-être été annexé à la province romaine de Syrie, avant d'être reconnu roi par Auguste (v. -9).
Hérode Antipas avait épousé Phasaélis, la fille d'Arétas IV lors de la succession d'Hérode le Grand. Mais vers 35, celle-ci s'enfuit pour rejoindre son père à Pétra, avant qu'Antipas ne la répudie pour épouser Hérodiade. Cela provoque une guerre entre lui et Hérode Antipas vers 36,,,,, sur les territoires disputés de l'ancienne tétrarchie de Philippe et notamment Gamala, guerre que remporte Arétas IV. Selon Flavius Josèphe, cette déroute d'Antipas est attribuée à une vengeance divine pour le punir d'avoir mis à mort Jean le Baptiste.
Bien que Flavius Josèphe ne le raconte pas, en échange du retrait de ses armées de l'ex-tétrarchie de Philippe, Arétas a probablement obtenu le pouvoir d'administrer Damas. Peu avant la mort d'Arétas, lors de son deuxième passage à Damas, d'après la Deuxième épître aux Corinthiens, l'apôtre Paul de Tarse est contraint de s'enfuir clandestinement car, pour une raison inconnue, « l'ethnarque du roi Arétas » voulait l’arrêter.
À la mort d'Arétas vers 40, son fils Malichos lui succède.

## Témoignages numismatiques

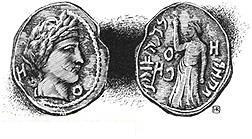
Pièce de bronze d'Arètas IV. Inscription : « Arétas roi de Nabatée... année... »

Parmi les témoignages concernant le règne d'Arétas IV, on note la présence de nombreuses monnaies d'argent et de bronze à l'effigie du roi et de ses deux épouses successives, Huldu et Shaqilat Ire. Ce monnayage s'inspire des monnaies ptolémaïques (la reine est parfois figurée avec la couronne d'Isis) et romaines (le roi porte la couronne de lauriers), mais Arétas IV, coiffé d'une longue chevelure, entend avant tout ressembler à Doushara (en arabe : ذو الشّرى, grécisé en Dousarès), grand dieu nabatéen, protecteur de la dynastie. Arétas porte le titre de "roi des Nabatéens qui aime son peuple" (mlk Nbtw rhm 'mh), ce qui fait de lui un "monarque ethnique" selon Christian-Georges Schwentzel. Sur certaines monnaies, il est appelé Caius Julius Aretas, ce qui indique qu'il avait la citoyenneté romaine et confirme qu'il était un roi "client" des Romains.
Comme Arétas est monté sur le trône sans avoir sollicité l'accord de Rome, une lacune de sa monnaie pendant plusieurs années au début de son règne conduit Maurice Sartre à émettre l'hypothèse qu'elle pourrait être due à l'annexion de son territoire à la province romaine de Syrie, avant qu'il soit reconnu roi par Auguste.
La palme probablement liée au mariage de sa fille Phasaélis avec Hérode Antipas (voir ci-dessous) ne se rencontre qu'une seule autre fois « sur les monnaies nabatéennes, en marge de la représentation de Shaqilat en Tyché, sur la série de pièces frappées de l'an 27 à l'an 29. Le symbole peut à nouveau être mis en relation avec un mariage : celui d'Arétas IV et de sa seconde épouse. »

### Phasaélis
Une monnaie d'Arétas IV, comporte une palme associée à l'inscription PṢ'L (Phasael). Elle apparaît en l'an 5 d'Arétas (4 av. J.-C.) et disparaît ensuite de la monnaie. Aucun des trois autres enfants de ce couple n'a été honoré de cette manière sur les monnaies, alors que Phasael/Phasaélis n'est pas l'aînée. L'an 4 av. J.-C. correspond à l'entrée en fonctions d'Hérode Antipas après la mort de son père Hérode le Grand. C'est à ce moment qu'il est nommé tétrarque de Galilée et de Pérée par l'empereur Auguste. Il a donc été émis l'hypothèse qu'Antipas ait été marié à cette occasion. « La série de monnaies émises au nom de Phasael (Phasaélis) pourrait  donc commémorer le mariage de la princesse ».
Une inscription indique que Phasael (Phasaelis) est le nom du quatrième enfant qu'Arétas IV a eu avec la reine Huldu.

## Éléments de biographie
Une inscription mentionne les membres de la famille d'Arétas IV et énumère les noms des quatre enfants que le roi a eus avec la reine Huldu. Les monnaies nabatéennes nous apprennent qu'Arétas épouse Shaqilat Ire en l'an 27.

### Accession au trône
À la mort d'Obodas III, Aineias (Énée) s'empare du pouvoir et prend Arétas comme nom de règne. Ce changement de nom a pour but « d'apparaître comme un « Arétide » légitime, au moment où il se met à revendiquer le trône. ». Mais il ne sollicite pas l'accord de Rome, contrairement aux usages pour les États-clients, ce qui indispose grandement l'empereur Auguste. Pour Maurice Sartre, c'est peut-être la cause d'une annexion provisoire de son territoire à la province romaine de Syrie. À cause de cette période d'incertitude et parce que le témoignage de Flavius Josèphe n'est pas d'une évidence claire, la date de son accession au trône fluctue entre 12 av. J.-C. et 1 av. J.-C., en passant par 9 av. J.-C. ou 4 av. J.-C.. Il y a toutefois consensus chez les historiens spécialistes de la numismatique pour situer le début de son ère en 9 av. J.-C..
Ayant anticipé la mort d'Obodas, Syllaios, son tout puissant ministre, se trouve alors à Rome pour tenter de se faire désigner roi. Profitant de la mauvaise humeur d'Auguste et avec force cadeaux, Syllaios obtient que la royauté d'Arétas ne soit pas reconnue par l'empereur. Syllaios continue à défendre sa propre candidature en espérant être finalement désigné roi par Auguste.
Toutefois, Arétas IV et le roi Hérode le Grand de Judée vont conjuguer leurs efforts pour que Syllaios soit finalement écarté. Hérode est à ce moment dans une période de disgrâce auprès de l'empereur qui, écoutant Syllaios, lui reproche d'avoir fait une incursion militaire en Nabatée et d'avoir tué plusieurs « Arabes », dont le prince Nakeb. Pour essayer de revenir en grâce, Hérode envoie en ambassade Nicolas de Damas, puis deux de ses fils. En s'alliant avec les ambassadeurs d'Arétas, ils parviennent à retourner la situation. Ils accusent alors Syllaios d'avoir fait assassiner le roi Obodas en apportant suffisamment de preuves et de témoignages pour ébranler les bonnes relations que Syllaios entretenait avec l'empereur. Nicolas de Damas se vante aussi d'avoir réussi à convaincre Auguste qu'Hérode était dans son bon droit dans l'attaque contre les Nabatéens. Il s'agissait selon lui de poursuivre des brigands trachonides qui, depuis une forteresse située en territoire nabatéen, effectuaient régulièrement des razzias sur la Batanée et sur tout le plateau agricole du Hauran.
Auguste change alors d'avis sur Syllaios, ce qui permet à Arétas d'être reconnu. Écarté, Syllaios est exécuté à Rome quelques années plus tard, pour sa participation à un complot (vers 6 av. J.-C.).

### L'alliance avec Hérode
Sur la base de ce succès, Arétas et Hérode le Grand passent une alliance qui règle probablement les litiges en cours, dont :
- la mort du prince Nakeb ;
- le territoire du roi Zénodore que les Nabatéens avaient acheté, mais qu'Auguste avait donné à Hérode ;
- les razzias que des Trachonides effectuaient régulièrement à partir des territoires d'Arétas.

Pour sceller cette alliance, Arétas donne en mariage une de ses filles appelée Phasaélis à Hérode Antipas, l'un des fils d'Hérode, probablement avec la caution de l'empereur Auguste. Mais vers 35, celle-ci s'enfuit pour rejoindre son père à Pétra, avant qu'Antipas ne la répudie pour épouser Hérodiade.

### Le conflit avec Antipas

#### Une succession convoitée
- Territoires sous l'autorité d'Antipas
- Territoires sous l'autorité de Philippe
- Salomé Ire (villes de Javneh, Azotas, Phaesalis)
- Territoires sous l'autorité d'Archélaos, puis, à partir de l'an 6, province romaine de Judée
- Province romaine de Syrie
- Citées autonomes (Decapolis)

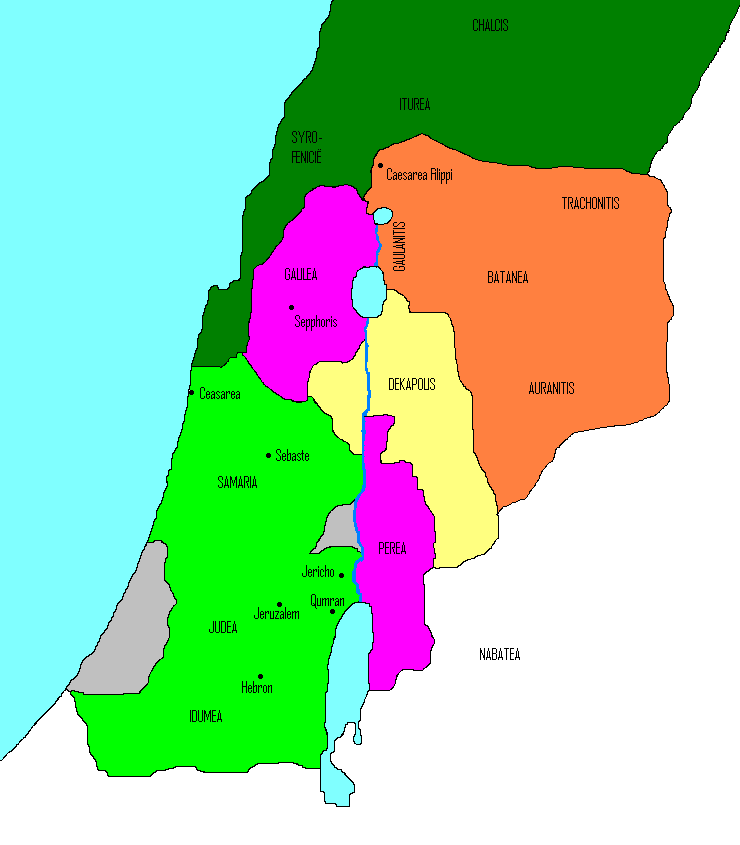
Le partage du royaume d'Hérode le Grand :
Territoires sous l'autorité d'Antipas
Territoires sous l'autorité de Philippe
Salomé Ire (villes de Javneh, Azotas, Phaesalis)
Territoires sous l'autorité d'Archélaos, puis, à partir de l'an 6, province romaine de Judée
Province romaine de Syrie
Citées autonomes (Decapolis)La Nabatée, souvent simplement appelée « Arabie » dans les sources antiques, enserrait le royaume d'Hérode au sud et à l'est, remontait jusqu'à la province romaine de Syrie et comprenait le nord de la péninsule arabe.

À la mort d'Hérode le Grand, le territoire de son royaume est partagé par Auguste entre trois fils d'Hérode et une de ses parentes. Philippe obtient pour sa part « la Batanée, avec la Trachonitide et l’Auranitide, une partie de ce qu’on appela le domaine de Zénodore, ».
Une partie de ces territoires sont frontaliers de la Nabatée. Or le territoire de Zénodore a été source de conflit. En effet, les Nabatéens avaient acheté l'Auranitide, une partie de ce territoire, pour cinquante talents. Mais les Romains en avaient décidé tout autrement, donnant l'ensemble du royaume de Zénodore à Hérode le Grand. Les Nabatéens sont dépossédés à la fois du territoire acheté et de leur argent.
En 33-34, Philippe meurt,, « la trente-septième année de son règne sur la Trachonitide, la Gaulanitide et le peuple de Batanée, ». « Comme il était mort sans enfants, Tibère hérita de ses possessions et les annexa à la province de Syrie, mais en ordonnant que les impôts levés dans sa tétrarchie y fussent affectés, ».
Bien entendu, ce territoire qui n'est « donné » à personne attire les convoitises, parmi lesquelles celles d'Antipas, et probablement aussi celles du roi Arétas IV, mais il devait y avoir d'autres prétendants.

#### La stratégie d'Antipas
Antipas, pour sa part, estime probablement que ce territoire, administré jusque-là par son frère, lui revient de droit. Depuis trente-sept ans, il gère correctement les territoires qui lui ont été donnés à la mort de son père, le roi Hérode le Grand, et Auguste avait même promis la royauté à un autre de ses frères, Archélaos, si ce dernier s'en montrait digne. Mais celui-ci est démis de ses fonctions et exilé en Gaule à cause de ses erreurs politiques, tandis qu'Antipas estime ne pas avoir démérité. Il espère que le titre royal qui avait été promis à son frère lui sera remis un jour par l'empereur. « Dans les mois qui suivent la mort de Philippe, Antipas croit que son heure est enfin venue. »
Il commence par organiser « des obsèques somptueuses » pour son frère, qu'il préside probablement, puis se prépare à aller à Rome pour rencontrer Tibère,, pour être nommé à la tête de la tétrarchie de Philippe par l'empereur, et probablement pour demander aussi l'héritage d'Hérode le Grand, ou au moins le titre de roi. Antipas imagine conforter sa position en se mariant avec Hérodiade, pourtant mariée à son demi-frère, appelé Hérode par Flavius Josèphe et Philippe par les évangiles attribués à Marc et Matthieu. Partant pour Rome, là où tout se décide, il fait étape au début du voyage chez son demi-frère Hérode – appelé aussi par les historiens modernes Hérode Philippe Ier ou Hérode, fils de Mariamne II, la fille du grand-prêtre Simon Boëthos – qui l'héberge dans sa demeure. Obéissant à des motivations sans doute purement politiques, il en profite pour proposer à Hérodiade, la femme de ce dernier, de l'épouser ,. Toutefois ce « pacte » doit rester secret, les deux futurs époux étant mariés chacun de leur côté. Ils conviennent toutefois qu'elle cohabitera avec lui « dès son retour de Rome » et qu'il répudiera Phasaélis, la fille d'Arétas,,. Hérodiade s'empresse d'accepter ce projet de mariage, qui doit rester secret au moins jusqu'à ce qu'Antipas revienne de Rome. Mais ce mariage fera scandale, car il aura lieu du vivant d'Hérode Philippe .

#### Neutralisation d'Agrippa
En tout cas, la manœuvre est habile, car Hérodiade est non seulement une descendante des Hasmonéens, la dynastie légitime, et la sœur du futur Agrippa Ier, adversaire potentiel, qui d'ailleurs gagnera finalement ce combat d'influence. « Il est donc possible qu'Antipas ait été séduit moins par son charme que par son rang. » Antipas passe quelques mois à Rome, mais il ne parvient pas à gagner à sa cause l'empereur Tibère, qui « contrairement à Auguste, n'est pas favorable au maintien des États clients. » Il rentre dans ses territoires, mais rien n'est encore perdu.
Agrippa, du reste, s'est ruiné dans la vie luxueuse de Rome. Rentré en Palestine, « il se retira dans un fort à Malatha d'Idumée » et pense même « à se tuer, » Toutefois, sa femme Cypros s'entend avec Hérodiade, sœur d'Agrippa, pour qu'Antipas lui donne une fonction assez bien rémunérée, probablement après le retour de Rome d'Antipas, vers 34-35.

« Cypros [femme d'Agrippa] essayait elle-même par tous les moyens de soulager son époux sans avoir autant de ressources qu'Hérode et Hérodiade. [Ceux-ci] firent venir Agrippa, lui assignèrent comme résidence Tibériade avec une somme limitée pour vivre et l'honorèrent des fonctions d'agoranome [« inspecteur des marchés »] de Tibériade,. »

Désormais, Agrippa n'est plus considéré comme un danger : il est devenu un obligé d'Antipas et il est quasiment assigné en Galilée. Pourtant cette stratégie va finalement être mise en défaut.

#### L'honneur de Phasaélis
Toutefois, Phasaélis « fait espionner son mari en secret. » Pendant qu'Antipas « vogue vers Rome, ses espions lui rapportent que son mari a une liaison avec Hérodiade et qu'il compte bientôt épouser sa maîtresse. » Antipas reste probablement quelques mois à Rome, pour tenter de convaincre Tibère.
Lorsque vers 34 Hérode Antipas rentre de Rome, tout est prêt :

« Quand il revint, ayant réglé à Rome les affaires pour lesquelles il s'y était rendu, sa femme, instruite de son accord avec Hérodiade, le pria, avant qu'il eût découvert qu'elle savait tout, de l'envoyer à Machaero - sur les confins du territoire d'Arétas et de celui d'Hérode (Antipas) - sans rien dévoiler de ses intentions. Hérode l'y envoya, supposant que sa femme ne se doutait de rien. Mais elle, qui avait envoyé quelque temps auparavant des émissaires à Machaero, lieu dépendant alors de son père, y trouva préparé par le commandant tout ce qui était nécessaire à son voyage. À peine y fut-elle arrivée qu'elle se hâta de gagner l'Arabie, en se faisant escorter par les commandants de postes successifs ; elle arriva aussi vite que possible chez son père et lui révéla les intentions d'Hérode. »

Face à ce projet, qui est pour lui un véritable camouflet et qui annonce peut-être aussi le viol de certaines dispositions de l'accord passé autrefois sous le contrôle d'Auguste, Arétas IV se met en quête de trouver des alliés. Selon Moïse de Khorène, ainsi que plusieurs sources syriaques et arméniennes, il se rend à Édesse où le roi Abgar V passe un accord avec lui et s'engage à lui fournir des troupes auxiliaires,. Il construit aussi patiemment des alliances avec les grandes familles de l'ancienne tétrarchie de Philippe, où la Nabatée a toujours eu une grande influence.

#### Jean le Baptiste
Un autre personnage rendu célèbre par les évangiles, « Jean surnommé le Baptiste », intervient dans cette histoire à un moment qui fait débat. 
Cette intervention semble montrer que la population de l'ex-tétrarchie de Philippe voyait elle aussi d'un très mauvais œil le fait de passer sous le pouvoir d'Antipas. Jean le Baptiste rassemble un grand nombre de gens autour de lui « qui sont très exaltés en l'entendant parler ».
Comme très souvent, cette opposition est assise sur des arguments religieux, particulièrement efficaces pour rassembler les Juifs à cette époque dans cette région. L'Évangile attribué à Marc (6, 18) retient l'un de ces arguments qui rendent les gens « très exaltés en l'entendant parler » : il disait à Hérode Antipas: « Il ne t'est pas permis d'avoir la femme de ton frère (Mc 6:19) », marquant ainsi son opposition au mariage avec Hérodiade. En effet, cette union choquait « en raison de l'interdiction légale du mariage avec la femme de son frère » (Lév. 18, 16; 20, 21), que Jean-Baptiste rappelait sans ménagement,. Selon les évangiles synoptiques, c'est à la suite de ces admonestations de Jean Baptiste qu'Antipas le fait jeter en prison puis décapiter quelque temps plus tard.

« Hérode (Antipas) craignait qu'une telle faculté de persuader ne suscitât une révolte, la foule semblant prête à suivre en tous les conseils de cet homme. Il aima donc mieux s'emparer de lui avant que quelque trouble se fût produit à son sujet, que d'avoir à se repentir plus tard, si un mouvement avait lieu, de s'être exposé à des périls. À cause de ces soupçons d'Hérode, Jean fut envoyé à Machaero [...], et y fut tué. »

#### Guerre et prise de Gamala

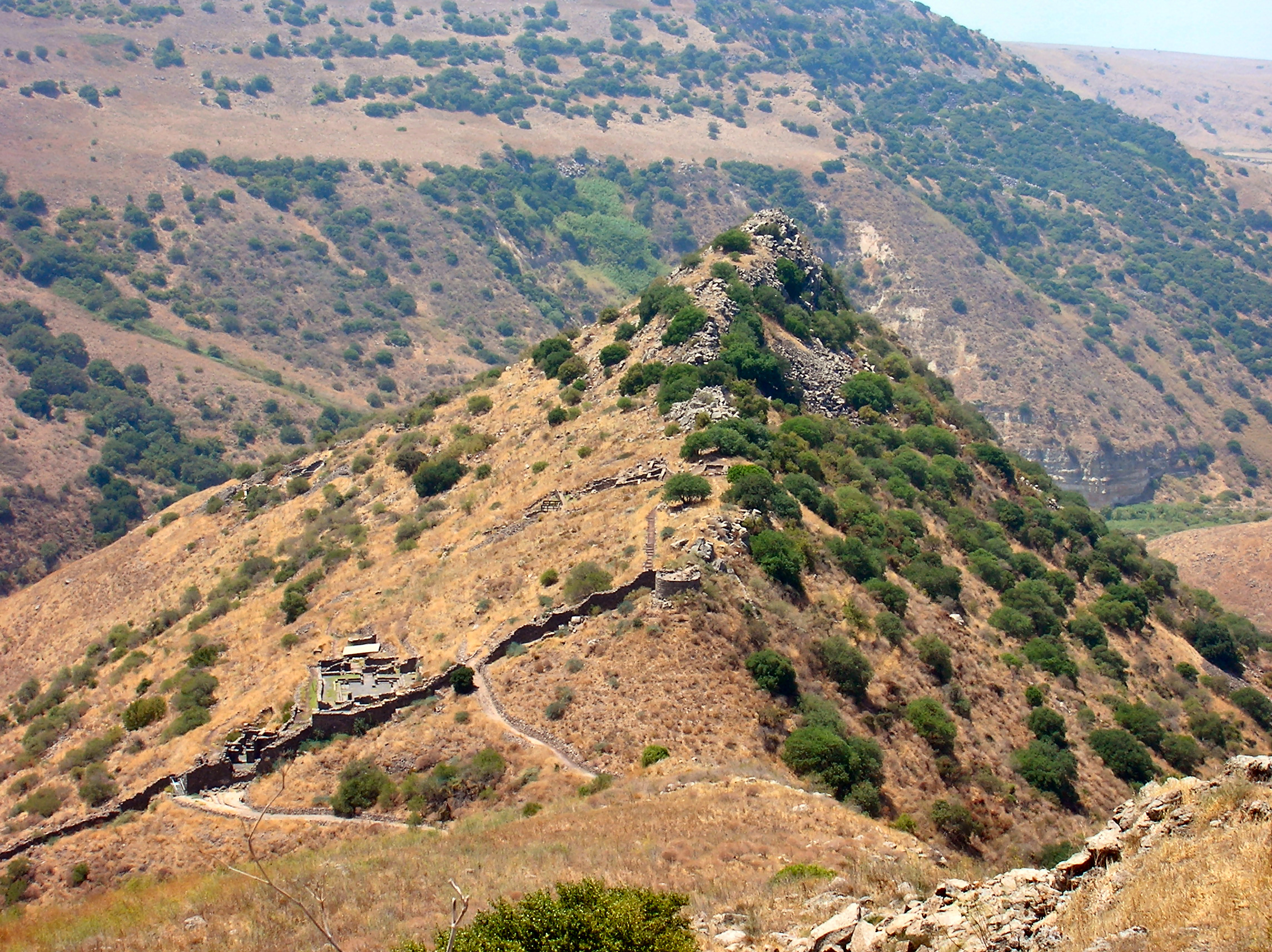
Ruines de la cité fortifiée de Gamala, enjeu de la guerre entre Arétas IV et Hérode Antipas. On entrevoit, au fond, le lac de Tibériade.

À la demande de Tibère, Hérode Antipas participe à une grande conférence sur l'Euphrate, organisée pour sceller la paix et la victoire romaine sur Artaban III, le roi des rois de l'Empire parthe, qui semble avoir eu lieu à l'automne 36. Il est possible qu'Arétas ait profité de cette absence d'Antipas pour déclencher son offensive,.

« Arétas chercha un prétexte d'hostilités dans une contestation au sujet des frontières du territoire de Gamala. Tous deux réunirent leur armée en vue de la guerre et y envoyèrent à leur place des généraux. Une bataille eut lieu et toute l'armée d'Hérode fut taillée en pièces à cause de la trahison de transfuges qui, tout en appartenant à la tétrarchie de Philippe, étaient au service d'Hérode (Antipas). »

Les « transfuges qui, tout en appartenant à la tétrarchie de Philippe, étaient au service d'Hérode » sont probablement les habitants de la Batanée – que Flavius Josèphe appelle souvent des Babyloniens – et qui fournissent traditionnellement une « aile » de cavalerie aux rois ou tétrarques juifs. Selon Moïse de Khorène, ainsi que plusieurs sources en syriaque et en arménien, le roi d'Édesse, Abgar V « fournit des auxiliaires » au roi Nabatéen, Arétas IV,. Ceux-ci combattent « sous la conduite de Kosran Ardzrouni, pour faire la guerre à Hérode (Antipas) ». Toutefois, l'historicité de cette mention est contestée par Jean-Pierre Mahé. Pour des critiques comme Ilaria Ramelli ou Robert Eisenman, le soutien d'Abgar V aurait été motivé par le fait que l'empereur Tibère n'a pas sanctionné Ponce Pilate et Caïphe après la crucifixion de Jésus comme il s'y était engagé dans sa réponse à Abgar V,. Toutefois, cette correspondance entre Abgar V et Tibère est considérée depuis plusieurs siècles comme entièrement légendaire par l'Église latine d'Occident, au point que le cycle de ces écrits a été nommée « Légende d'Abgar ». Certains critiques modernes se rangent à cet avis, alors que si la plupart des critiques estiment qu'il est possible que la ville d'Édesse ait été évangélisée par Thaddée - Addaïe, il est difficile d'utiliser des sources aussi controversées.

#### Vitellius préfère la négociation à la guerre
Selon Flavius Josèphe, le légat de Syrie, Lucius Vitellius, vient pour la troisième fois à Jérusalem au printemps 37, lors de la Pentecôte. Cette fois, il est accompagné de deux légions, car Tibère « irrité de l'incursion d'Arétas » lui avait donné l'ordre « de faire la guerre [au roi Arétas IV] et de le ramener enchaîné, s'il le prenait vivant, ou d'envoyer sa tête s'il était tué. »

« Après avoir fait des préparatifs de guerre contre Arétas et s'être mis à la tête de deux légions, de toutes les troupes légères et de la cavalerie qui y étaient attachées, guidé par les rois soumis aux Romains, Vitellius se hâta vers Pétra et occupa Ptolémaïs. Comme il se préparait à faire traverser la Judée par son armée, les principaux citoyens vinrent le trouver et essayèrent de le détourner de passer par leur pays, car il n'était pas conforme à leur tradition de laisser transporter des images ; or, il y en avait beaucoup sur les enseignes. Déférant à leur demande, il changea les résolutions qu'il avait prises à ce sujet. Ayant ordonné à ses troupes de marcher par la grande plaine, lui-même monta avec le tétrarque Hérode et ses amis à Jérusalem, pour sacrifier à Dieu pendant la fête nationale des Juifs qui y avait lieu. »

— Flavius Josèphe, Antiquités judaïques, livre XVIII, IV, 3
Comme pour le vêtement du grand-prêtre, Vitellius montre à nouveau son désir de conciliation dans une affaire d'enseignes ; il faut préciser que celles de la Xe légion représentaient un sanglier ou un cochon sauvage. Après la fête, il destitue à nouveau le grand prêtre et nomme à sa place Théophile, comme il avait destitué Caïphe cinquante jours auparavant et Ponce Pilate au plus tard à la fin février.
Vitellius assiste à la fête, et quatre jours plus tard est annoncée de la mort de Tibère (mort le 17 mars 37). Le légat de Syrie fait alors acclamer Caligula et interrompt la campagne contre la Nabatée, attendant les ordres du nouvel empereur.

« Il rappela aussi l'armée pour faire hiverner chacun dans ses foyers, parce qu'il n'avait pas le pouvoir nécessaire pour faire la guerre comme avant, maintenant que l'empire était aux mains de Caïus (Caligula). »

#### Arétas administre Damas
Bien que Flavius Josèphe ne le rapporte pas, un accord a finalement dû être trouvé entre Arétas et les Romains, représentés sur place par le légat de Syrie Lucius Vitellius. Selon Nikos Kokkinos, Lindner a montré que c'est Caligula qui a transféré Damas sous le contrôle nabatéen. Pour lui, puisque Caligula succède à Tibère mort le 16 mars 37, les négociations avec Arétas ne peuvent pas avoir été achevées avant l'été de la même année. Toutefois, les seules preuves de ce fait sont une mention dans une lettre de l'apôtre Paul de Tarse adressée aux Corinthiens qui figure dans le Nouveau Testament, le fait que les monnaies romaines se raréfient jusqu'à disparaître à partir de 34, qu'on n'y trouve pas de monnaie de Caligula et de Claude et que les monnaies romaines ne réapparaissent qu'au cours du règne de Néron (vers 64/65),. Pour Lindner, cette attribution de Damas au roi nabatéen est cohérent avec le reste de la politique de Caligula qui contrairement à Tibère donne plusieurs territoires à des rois clients de Rome dès son arrivée au pouvoir.

#### Hérode Agrippa devient roi de Batanée
Dès son accession à l'empire, Caligula nomme Agrippa Ier roi des territoires qui avaient constitué la tétrarchie de Philippe (fin mars 37) et qui comprenaient la Gaulanitide et la ville de Gamala, enjeu de la bataille qui avait vu la déroute des armées d'Hérode Antipas. Lorsque Agrippa vient prendre possession de son royaume, dans la seconde partie de l'année 38, il n'y a plus trace du conflit, ni de troupes arabes dans la région.
Agrippa, le frère d'Hérodiade, était parvenu à retrouver son indépendance et était attiré par Rome et les relations qu'il y avait tissées. Bien décidé à se rendre à Rome, « pour accuser le tétrarque » Hérode Antipas auprès de Tibère, afin d'essayer de prendre son domaine, il arrive dans la ville au printemps 36. Au début, il est bien accueilli par Tibère, mais après être tombé une première fois en disgrâce, il est jeté brutalement dans les fers, parce qu’un jour, voulant flatter Caligula, il lui échappa de dire : « Ah ! si Tibère s’en allait bientôt et laissait la couronne à plus digne que lui ! », ce qu'un de ses esclaves rapporte à Tibère,. Pour Gilbert Picard, c'est parce qu'Agrippa avait été évincé de ses prétentions à obtenir la tétrarchie d'Antipas qu'il se serait mis à comploter contre Tibère. Agrippa reste en prison jusqu’à la mort de Tibère, survenue six mois après (16 mars 37).
La montée sur le trône de son ami Caligula relance la fortune d’Agrippa. Le nouvel empereur le tire de sa prison et lui octroie, outre le titre de roi, les territoires de Philippe.

## Paul de Tarse à Damas
À un moment incertain, situé sans doute après 34 et que la plupart des historiens fixent en 37,, celui que la « Grande Église » appelle l'apôtre Paul a une révélation alors qu'il chemine sur le chemin de Damas : Jésus lui apparaît vivant après sa crucifixion. Devenu aveugle à cause de la vision, Paul est alors conduit à Damas où sa cécité disparaît au bout de trois jours. Il accepte de se convertir devant les arguments d'un rabbin juif nommé Ananie.
Des membres importants du mouvement de Jésus sont réfugiés en Nabatée dans la région de Damas. Les Actes des Apôtres racontent que Paul, parti avec la mission d’arrêter les responsables du mouvement, se convertit à leur foi dans la ville. Paul reste près de trois ans en « Arabie » — autre nom de la Nabatée — puis, pour une raison inconnue, « l'ethnarque du roi Arétas » cherche à l’arrêter et fait surveiller les portes de la ville. Paul parvient à s'échapper en descendant dans un panier le long de la muraille avec l'aide des disciples de Jésus. Il revient alors à Jérusalem, mais les disciples de Jésus se méfient de lui à cause de ses exactions antérieures contre eux. Il est alors soutenu par Barnabé qui lui permet de rencontrer certains dirigeants du mouvement. Il indique dans son Épître aux Galates qu'il n'est revenu à Jérusalem que trois ans après en être parti. C'est en tout cas ce que raconte Paul, mais les Actes des Apôtres donnent une version différente. Pour leur auteur, ce sont « les Juifs » qui veulent arrêter Paul, et non pas « l'ethnarque du roi Arétas ».

### Sources primaires
1. 1 2 3 4 5  Flavius Josèphe, Antiquités judaïques, livre XVIII, V, 1 [lire en ligne].
2. ↑  Flavius Josèphe, Antiquités judaïques, Livre XVII, XI, 4.
3. 1 2 3  Flavius Josèphe, Antiquités judaïques, Livre XVIII, IV, 6.
4. 1 2  Flavius Josèphe, Antiquités judaïques, Livre XVIII, V, 1.
5. 1 2  Flavius Josèphe, Antiquités judaïques, livre XVIII, VI, 2.
6. ↑  Flavius Josèphe, Antiquités Judaïques, Livre XVIII, V, 1.
7. ↑  Lév. 18, 16; 20, 21; Voir aussi le rouleau du Temple des manuscrits de la mer Morte, 11Q19-20, colonne 65 qui dit : « Aucun homme n'épousera l'ex-femme de son frère, car cela constituerait une atteinte aux droits de son frère, même dans le cas où les frères ont seulement le même père et seulement la même mère. »
8. ↑  Moïse de Khorène, Histoire de l'Arménie, Livre II chapitres 29, sur http://remacle.org
9. ↑  Flavius Josèphe, Antiquités judaïques, livre XVIII, IV, 3.

### Sources secondaires
1. ↑  C'est la date habituellement donnée par la recherche contemporaine (cf. Simon Claude Mimouni, Le judaïsme ancien du VIe siècle avant notre ère au IIIe siècle de notre ère : Des prêtres aux rabbins, éd. P.u.f./Nouvelle Clio, 2012, p. 407). Certaines hypothèses plus hautes ont été émises mais sont très débattues ; cf. (en) Rainer Riesner, Paul's Early Period : Chronology, Mission Strategy, Theology, éd. Wm. B. Eerdmans Publishing, 1998, p. 42
2. ↑  Christian-Georges Schwentzel, "Hérode le Grand", Pygmalion, Paris, 2011, p. 223.
3. ↑  Nikkos Kokkinos, in Jack Finegan, Chronos, kairos, Christos: nativity and chronological studies, éd. Jerry Vardaman & Edwin M. Yamauchi, 1989, p. 135.
4. ↑  (en) Gerd Theissen, The Gospels in Context : Social and Political History in the Synoptic Tradition, éd. T&T Clark, 2004, p. 137.
5. ↑  E. Mary Smallwood, The Jews under Roman Rules, p. 185-186.
6. ↑  (en) Lester L. Grabbe, Judaïsm from Cyrus to Hadrian, Vol. II, Fortress Press, Minneapolis, 1992, p. 427.
7. ↑  Voir à ce propos Christian-Georges Schwentzel, « Arétas IV, roi des Nabatéens, d'après le témoignage des monnaies », dans Numismatica et Antichità Classiche 39, 2010, p. 233-250 ; Christian-Georges Schwentzel, Juifs et Nabatéens, Les monarchies ethniques du Proche-Orient hellénistique et romain, Presses Universitaires de Rennes, 2013, p. 183-208.
8. ↑  Jerry Vardaman, Jesus' Life : A New Chronology, in Jack Finegan, Jerry Vardaman, Edwin M. Yamauchi Chronos, Kairos, Christos, 1989, Asenbrauns, p. 69.
9. ↑  Maurice Sartre, The Middle East Under Rome, Harvard University Press, 2005, 665 p. (ISBN 978-0-674-01683-5, présentation en ligne).
10. 1 2  Christian-Georges Schwentzel, Juifs et Nabatéens, Les monarchies ethniques du Proche-Orient hellénistique et romain, Presses Universitaires de Rennes, 2013, p. 201-202.
11. 1 2 3 4 5 6 7 8 9  Christian-Georges Schwentzel, Juifs et Nabatéens, Les monarchies ethniques du Proche-Orient hellénistique et romain, Presses Universitaires de Rennes, 2013, p. 201.
12. 1 2  Christian-Georges Schwentzel, Juifs et Nabatéens, Les monarchies ethniques du Proche-Orient hellénistique et romain, Presses Universitaires de Rennes, 2013, p. 192.
13. ↑  Maurice Sartre, L'Orient romain, Volume 9, Paris, Seuil, 1991, p. 30.
14. ↑  Maurice Sartre, L'Orient romain, Volume 9, Paris, Seuil, 1991.
15. 1 2  Christian-Georges Schwentzel, Juifs et Nabatéens, Les monarchies ethniques du Proche-Orient hellénistique et romain, Presses Universitaires de Rennes, 2013, p. 242.
16. ↑  Étienne Nodet, Machéronte (Machaerus) et Jean Baptiste, EBJ, 2014, p. 3 ; également publié dans la Revue biblique no 121, (2014), p. 267-282.
17. ↑  Maurice Sartre, D'Alexandre à Zénobie: Histoire du Levant antique, 2001, Paris, Éd. fayard.
18. ↑  Christian-Georges Schwentzel, Hérode le Grand, Paris, Pygmalion, 2011, p. 181 et 186.
19. ↑  Simon Claude Mimouni, Le judaïsme ancien du VIe siècle avant notre ère au IIIe siècle de notre ère : Des prêtres aux rabbins, éd. P.u.f./Nouvelle Clio, 2012, p. 408 ; Christian-Georges Schwentzel, Hérode le Grand, Pygmalion, Paris, 2011, p. 215 ; Nikkos Kokkinos, in Jack Finegan, Chronos, kairos, Christos: nativity and chronological studies, éd. Jerry Vardaman & Edwin M. Yamauchi, 1989, p. 134; E. Mary Smallwood,  The Jews under Roman Rule, p. 189. Durant l'hiver 33-34 selon (en) Lester L. Grabbe, Judaïsm from Cyrus to Hadrian, Vol. II, Fortress Press, Minneapolis, 1992, p. 426.
20. ↑  Flavius Josèphe situe la mort de Philippe le Tétrarque en 34 (cf. Schwentzel, op. cit., p. 215; Kokkinos, op. cit., p. 134). Des pièces de monnaie à l'effigie de Philippe datant de la 37e année de son règne (33) ont été retrouvées (cf. Schwentzel, op. cit., p. 212) ; « Les dernières monnaies de Philippe, datée de sa 37e année de règne, corroborent les données de Josèphe » cf. E. Mary Smallwood, op. cit., p. 186, note no 8. Les historiens estiment donc que Philippe est mort au plus tôt en 33 et donnent comme date de mort 33 ou 34.
21. ↑  (en) Lester L. Grabbe, Judaïsm from Cyrus to Hadrian, Vol. II, Fortress Press, Minneapolis, 1992, p. 426.
22. 1 2  Christian-Georges Schwentzel, Hérode le Grand, Paris, Pygmalion, 2011, p. 215.
23. ↑  En fait, un demi-frère : ils sont nés de mères différentes.
24. 1 2 3 4 5 6 7 8 9  Christian-Georges Schwentzel, Hérode le Grand, Paris, Pygmalion, 2011, p. 216.
25. ↑  Christian-Georges Schwentzel, Hérode le Grand, Paris, Pygmalion, 2011, p. 186.
26. 1 2  Nikkos Kokkinos, « The Herodian Dynasty : Origins, Role in Society and Eclipse », dans Journal for the Study of the Pseudepigrapha Supplement Series, Sheffield, Sheffield Academic Press, 1998, p. 267-268.
27. 1 2  Christian-Georges Schwentzel, Hérode le Grand, Paris, Pygmalion, 2011, p. 216-217.
28. 1 2 3 4 5 6  Christian-Georges Schwentzel, Hérode le Grand, Paris, Pygmalion, 2011, p. 217.
29. ↑  André Paul, « Hérodiade ou Hérodias » dans Encyclopædia Universalis.
30. ↑  Nikkos Kokkinos, in Jack Finegan, Chronos, kairos, Christos: nativity and chronological studies, éd. Jerry Vardaman & Edwin M. Yamauchi, 1989, p. 133.
31. 1 2 3  Christian-Georges Schwentzel, Hérode le Grand, Paris, Pygmalion, 2011, p. 226
32. ↑  E. Mary Smallwood, The Jews under Roman Rule, p. 188.
33. ↑  Heinrich Graetz, Histoire des Juifs, Chapitre XV : « Les Hérodiens : Agrippa Ier ; Hérode II (37-49) », sur le site histoiredesjuifs.com.]
34. ↑  Voir aussi Christian-Georges Schwentzel, Hérode le Grand, Paris, Pygmalion, 2011, p. 226.
35. ↑  Le voyage par mer prenait au minimum 15 jours lorsque tout allait bien, mais plus classiquement trois semaines à un mois (autant pour le retour). Quand un roi client, se rendait à Rome c'était pour régler un ensemble d'affaires. De plus Tibère est réputé (cf. Tacite) pour faire attendre ses obligés avant de les recevoir. En hiver, la navigation était fermée et le voyage était plus long cf. Jean-Pierre Lémonon, Ponce Pilate, Atelier, 2007, p. 223 et p. 226, note no 6.
36. 1 2 3  (en) Ilaria Ramelli, Possible Historical Traces in the Doctrina Addai, § n° 9.
37. 1 2 3  Robert Eisenman, James the Brother of Jesus and the Dead Sea Scrolls: The Historical James, Paul The Enemy, and Jesus' Brothers as Apostles, Tome I, éd. GDP, Nashville, 2012.
38. ↑  Suivant la logique du récit de Flavius Josèphe, certains historiens comme Christian-Georges Schwentzel (op. cit., 2011, p. 217) , Simon Claude Mimouni (op. cit., p. 407), Nikos Kokkinos situent ce mariage vers 34-36. Toutefois la plupart des historiens qui retiennent la date tradition chrétienne de la mort de Jean le Baptiste en 29 estiment que Josèphe se trompe et place donc ce mariage vers la fin des années 20. C'est le cas de Christiane Saulnier, reprenant la thèse d'Étienne Nodet , ou de E Mary Smallwood.
39. ↑  Étienne Trocmé, L'évangile selon saint Marc, éd. Labor et Fides, Genève, 2000, p. 172 extrait en ligne
40. 1 2  Nikkos Kokkinos, in Jack Finegan, Chronos, kairos, Christos: nativity and chronological studies, éd. Jerry Vardaman & Edwin M. Yamauchi, 1989, p. 136.
41. ↑  Il y a une quasi-unanimité pour suivre les indications chronologiques fournies pas Flavius Josèphe et situer cette bataille en 36 ; cf. Simon Claude Mimouni, Le judaïsme ancien du VIe siècle avant notre ère au IIIe siècle de notre ère : Des prêtres aux rabbins, éd. P.u.f./Nouvelle Clio, 2012, p. 407 ; Christian-Georges Schwentzel, Hérode le Grand, Pygmalion, Paris, 2011, p. 216-217; E. Mary Smallwood, The Jews under Roman Rule, p. 189 ; Lester L. Grabbe, Judaïsm from Cyrus to Hadrian, Vol. II, Fortress Press, Minneapolis, 1992, p. 427 ; Nikkos Kokkinos, in Jack Finegan, Chronos, kairos, Christos: nativity and chronological studies, éd. Jerry Vardaman & Edwin M. Yamauchi, 1989, p. 135. Toutefois, pour résoudre la contradiction entre Flavius Josèphe qui fournit des indications qui place la mort de Jean le Baptiste vers 35 et la tradition chrétienne qui la situe en 29, Christiane Saulnier reprend la proposition d'Étienne Nodet qui suppose que Josèphe s'est trompé et place donc cette bataille avant 29. Cette proposition ne rencontre toutefois pas une grande réception.
42. ↑  E. Mary Smallwood, The Jews under Roman Rule, p. 186.
43. ↑  Le moment de l'expédition de Vitellius (printemps 37) indique que la victoire d'Arétas ne peut pas être intervenue avant la deuxième partie de l'année 36, puisque la plainte d'Antipas à Tibère, est arrivée de façon évidente trop tard pour que la campagne ordonnée par Tibère ait lieu dans la même saison. cf. E. Mary Smallwood, The Jews under Roman Rule, p. 186, note no 23.
44. ↑  Khosran est peut-être une altération pour Khouran qu’on lit dans Thomas Arçrouni, p.  49-53, cf. Victor Langlois.
45. ↑  D'après Victor Langlois, il s'agit probablement d'un ancêtre des Arçrouni, qui régneront sur la Sophène puis deviendront une des quatre grandes familles arméniennes (avec les Mamikonian, les Bagratouni et les Siouni).
46. 1 2 3  Jean-Pierre Lémonon, Ponce Pilate, éd. Atelier, 2007, p. 225.
47. ↑  Flavius Josèphe, Antiquités judaïques, Livre XVIII, V, 1.
48. ↑  (de) M. Lindner, Petra und das Königreich der Nabatäer, Munich, Delp, 1974, p. 130-131.
49. 1 2 3  Kokkinos 1989, p. 145.
50. ↑  Martin Hengel, Paul Between Damascus and Antioch: The Unknown Years, 1997, Westminster John Knox Press, p. 130.
51. ↑  Rainer Riesner, Paul's Early Period: Chronology, Mission Strategy, Theology,  1998, Wm. B. Eerdmans Publishing, p. 73-89
52. 1 2  Gilbert Picard, « La date de naissance de Jésus du point de vue romain », dans Comptes-rendus des séances de l'Académie des inscriptions et belles-lettres, 139 (3), 1995, p. 804 [lire sur Persée].
53. 1 2 3 4  (en) E. Mary Smallwood,  The Jews [...], op. cit., p. 189.
54. ↑  Christian-Georges Schwentzel, op. cit., p. 227.
55. ↑  Nikos Kokkinos, Crucifixion in A.D. 36 : The Keystone for Dating the Birth of Jesus, in Jack Finegan, Chronos, kairos, Christos: nativity and chronological studies, éd. Jerry Vardaman & Edwin M. Yamauchi, 1989, p. 145.
56. ↑  Le raisonnement des historiens qui adoptent la date de 37 pour la conversion de Paul est le suivant : cette conversion suit de peu la condamnation et l'exécution d'Étienne par les autorités juives. Or celles-ci n'ayant pas le pouvoir de mettre à mort, il est probable que cette exécution a eu lieu après le renvoi de Ponce Pilate qui a eu lieu fin 36 - début 37 et qui n'est remplacé que par un épiméléte désigné par Lucius Vitellius. La date de 37 est aussi compatible avec l'indication fournie par Paul qui après être resté trois ans en Arabie (autre nom de la Nabatée) est poursuivi par l'ethnarque d'Arétas IV encore vivant, alors que ce dernier est donné comme mourant après 39/40.
57. ↑  Nouveau Testament, Paul de Tarse, Deuxième épître aux Corinthiens, XI, 32-33.

## Sources

### Historiens
- Christian-Georges Schwentzel, Hérode le Grand, Pygmalion, Paris, 2011  (ISBN 9782756404721).
- Simon Claude Mimouni, Le judaïsme ancien du VIe siècle avant notre ère au IIIe siècle de notre ère, Paris, 2012, éd. PUF,  (ISBN 978-2-13-056396-9).
- (en) Lester L. Grabbe, Judaïsm from Cyrus to Hadrian, Vol. II, Fortress Press, Minneapolis, 1992,  (ISBN 0-8006-2621-4).
- Mireille Hadas-Lebel, Rome, la Judée et les Juifs, Paris, A. & J. Picard, 2009, 231 p. (ISBN 978-2-7084-0842-5, BNF 41484629), chap. VI (« Caligula, Agrippa Ier et les Juifs »).
- (en) Nikkos Kokkinos, The Herodian Dynasty: Origins, Role in Society and Eclipse, Sheffield Academic Press, Sheffield, coll. « Journal for the Study of the Pseudepigrapha Supplement Series », 1998  (ISBN 1850756902).
- Jean-Pierre Lémonon, Ponce Pilate, éd. Atelier, 2007.
- (en) E. Mary Smallwood, The Jews under Roman Rule.
- (en) Robert Eisenman, James the Brother of Jesus and the Dead Sea Scrolls: The Historical James, Paul The Enemy, and Jesus' Brothers as Apostles, Tome I, éd. GDP, Nashville, 2012.
- Maurice Sartre, L'Orient romain, Volume 9, Paris, Seuil, 1991.

### Sources primaires
- Flavius Josèphe, Guerre des juifs, Livres II à VI.
- Flavius Josèphe, Antiquités judaïques, livres XVIII à XX Aperçu sur remacle.org.
- Moïse de Khorène, Histoire de l'Arménie, Livre II, chapitres 29.
- Nouveau Testament, Paul de Tarse, Deuxième épître aux Corinthiens, XI, 32-33.